# Carlo Petitti di Roreto
Carlo Petitti di Roreto, italijanski general, * 18. december 1862, † 27. januar 1933.
Med letoma 1919 in 1921 je bil poveljujoči general Korpusa karabinjerjev.